# Uvaria elliptifolia
Uvaria elliptifolia este o specie de plante angiosperme din genul Uvaria, familia Annonaceae, descrisă de Elmer Drew Merrill. Conform Catalogue of Life specia Uvaria elliptifolia nu are subspecii cunoscute.